# Passaporto marocchino
Il passaporto marocchino è un documento di riconoscimento, rilasciato ai cittadini marocchini, necessario per effettuare viaggi all'estero.
Il Regno del Marocco ha messo in circolazione, dal 15 dicembre 2009, un passaporto biometrico conforme alle raccomandazioni dell'Organizzazione internazionale dell'aviazione civile.

## Tipi di passaporti
Esistono quattro tipi principali di passaporto marocchino:
- Passaporto ordinario (verde): rilasciato ai cittadini marocchini per viaggi internazionali.
- Passaporto diplomatico (rosso): rilasciato ai diplomatici, alla famiglia reale e ad alcuni membri del governo.
- Passaporti speciali (blu) e di servizio (marrone): rilasciati ad alti funzionari non idonei al rilascio di passaporti diplomatici e ai rappresentanti dello Stato in missioni speciali all'estero.

## Caratteristiche
Il passaporto marocchino ordinario reca sulla copertina la seguente dicitura:
- In alto: المملكة المغربية ROYAUME DU MAROC KINGDOM OF MOROCCO ;
- Al centro: Stemma del Marocco
- In basso: La scritta جواز سفر PASSEPORT PASSPORT e il simbolo del passaporto biometrico.

### Pagina dei dati anagrafici
La pagina di identificazione del passaporto ordinario di un cittadino marocchino contiene i seguenti dati:
- Foto 35 x 45 mm
- Tipo di passaporto (P)
- Il codice paga (MAR)
- Numero di passaporto
- Nome e cognome del titolare
- Nazionalità (Marocaine مغربية)
- Sesso
- Data di nascita
- Luogo di nascita
- Indirizzo
- Data di emissione
- Autorità rilasciante
- Numero della carta d'identità nazionale
- Data di scadenza
- Firma digitale
- Zona a lettura ottica

### Lingue
Il passaporto è completamente trilingue: arabo, inglese e francese.